# 牧村家住宅
牧村家住宅（まきむらけじゅうたく）は岐阜県揖斐郡大野町西方にある古民家で、日本国により重要文化財に指定されている。十数件を数える岐阜県の重要文化財に指定された古民家のなかで、最も古い年代に建てられている。

## 概説
牧村家は安八郡牧村に起源をもつ名士で、一族には牧村利貞がいる。当住宅は牧村家10代目の利敏が元禄14年（1701年）に3間造りで建造したと伝わる。その後19世紀中ごろに4間造りに改めた。また屋根も当初は茅葺きであったが後に瓦葺に改められた。昭和54年（1979年）2月3日に重要文化財に指定された後、同56年（1981年）4月から同57年3月にかけて解体修理が行われて建造当初の形に復元された。
住宅は南向きに建てられ、桁行は東西8間半（15.8m）、梁間が南北4間（7.6m）の平屋建てである。住宅右側は土間で馬屋を備えている。土間には煮炊きのための竈と流しが設けられている。土間の西側は居間として用いられている台所で、板の間となっており囲炉裏を備える。台所の西側の北半分は押入れのある納戸、南半分は床と仏間のある座敷で、各々八畳ある。住居の柱と横架材の組み合わせが鳥居の形に似ている、鳥居建形式と呼ばれる構造が採用されている。かつては湖北から尾張地方で広くみられたが、現代ではほとんどみられない希少なものである。
2022年現在も牧村家の所有である。敷地内には土蔵や門があり、門は大野町により文化財に指定されている。